# شهرستان کازونو، آکیتا

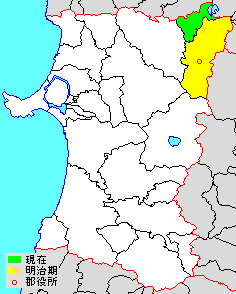

بخش کازونو، آکیتا (به ژاپنی: 鹿角郡 Kazuno-gun) یکی از شهرستان‌های ژاپن واقع در استان آکیتا در ژاپن است.
در حال حاضر (تا ژوئن ۲۰۱۳)، این بخش تنها شامل شهر کوساکا با جمعیت حدود ۵۷۴۹ و مساحت ۲۰۱٫۹۵ کیلومتر مربع است.